# Manny Corpas
Manuel Corpas (nacido el 3 de diciembre de 1982) es un lanzador de béisbol profesional panameño que actualmente es agente libre. 

## Carrera Profesional

### Colorado Rockies
Originario del pueblo de Aguas Benditas-Chilibre, Panamá, Corpas fue firmado por losColorado Rockies a la edad de 16 años como agente libre amateur en 1999. Hizo su debut con los Rockies el 18 de julio de 2006. Después del receso del Juego de Estrellas en 2007, Corpas reemplazó a Brian Fuentes, quien fue degradado después de sufrir cuatro de ocho derrotas durante una racha de ocho derrotas consecutivas. Corpas terminó el año con un récord de 4-2 en victorias y derrotas, un promedio de rendimiento acumulado de 2,08 y 19 salvamentos en 22 oportunidades; Continuó sirviendo como cerrador de los Rockies durante la postemporada de 2007.Continuó como cerrador hasta la temporada 2008 . Sin embargo, después de varias malas salidas, Fuentes lo reemplazó a fines de abril.  En 2008, empató en el liderato de las Grandes Ligas en salvamentos desperdiciados, con  Durante los entrenamientos de primavera de 2009, compitió con Huston Street por el puesto de cerrador; Street ganó la posición y Corpas comenzó la temporada como lanzador preparador de la octava entrada.  Después de las malas actuaciones de Street, Corpas pasó a llamarse cerrador el 17 de abril;  sin embargo, Corpas también lanzó mal y el trabajo de cerrador fue devuelto a Street el 1 de mayo.

### Texas Rangers
Tras la temporada 2010, Corpas quedó libre. El 8 de abril de 2011, Corpas firmó un contrato con las ligas menores de los Texas Rangers

### Chicago Cubs
Después de perderse toda la temporada 2011 debido a una cirugía Tommy John, Corpas firmó un contrato por un año con los Cachorros de Chicago el 22 de diciembre de 2011 Después de ser eliminado del roster de 40 hombres de los Cachorros, Corpas eligió la agencia libre. Corpas tuvo efectividad de 5.01 y46 2⁄3 entradas en 48 juegos. 

### Colorado Rockies
el 9 de enero de 2013, Corpas firmó un contrato con las ligas menores de los Colorado Rockies. Su contrato fue comprado en Colorado Springs (PCL) el 2 de junio de 2013.  Fue eliminado de la lista y elegido agente libre el 17 de octubre de 2013. Corpas se reincorporó a los Rockies para la temporada 2014 y acordó un contrato de ligas menores.  El 13 de julio de 2014, Corpas fue liberado por los Rockies. 

### Diablos Rojos de México
el de 2 de abril de 2015 firma con los  Diablos Rojos del México de la Liga Mexicana de Béisbol .

### guerreros de oaxaca
el 15 de julio de 2015, corpas fue traspasado a los Guerreros de Oaxaca de la Liga Mexicana de Béisbol . Quedó libre el 17 de febrero de 2016.

### York Revolution
Corpas firmó con los York Revolution de la Liga Atlántica de Béisbol Profesional para la temporada 2016. Se convirtió en agente libre después de la temporada 2016. pero fue puesto en libertad el 16 de junio de 2017.

### Sugar Land Skeeters
Ese mismo día firmó con los Sugar Land Skeeters de la Liga Atlántica de Béisbol Profesional salió como agente libre en la temporada 2017.

### Algodoneros de Unión Laguna
El 1 de mayo de 2018 Corpas firmó con los Algodoneros de Unión Laguna de la Liga Mexicana de Béisbol . Se convirtió en agente libre después de la temporada.

### Milwaukee Milkmen
El 14 de agosto de 2019 Corpas firmó con los Lecheros de Milwaukee de la Asociación Americana . Quedó en libertad el 16 de enero de 2020. El 12 de enero de 2021, Corpas anunció su retiro del béisbol profesional.

### West Virginia Power
El 26 de junio de 2021, Corpas salió de su retiro para firmar con el West Virginia Power de la Liga Atlántica de Béisbol Profesional. Corpas luchó por lograr un récord de 1-2 y una efectividad de 13.00 en 4 aperturas con el equipo antes de ser liberado el 

### Martínez Sturgeon
El 23 de febrero de 2022, Corpas fichó por el Martínez Sturgeon de la Liga Pecos como jugador y director de campo. 

## Selección nacional
Fue seleccionado con la selección nacional de béisbol de Panamá en el Clásico Mundial de Béisbol 2006, Clásico Mundial de Béisbol 2009, Clasificación al Clásico Mundial de Béisbol 2013, Clasificación al Clásico Mundial de Béisbol 2017 . 

## enlaces externos
- Esta obra contiene una traducción  derivada de «Manny Corpas» de Wikipedia en inglés, publicada por sus editores bajo la Licencia de documentación libre de GNU y la Licencia Creative Commons Atribución-CompartirIgual 4.0 Internacional.
- Manny Corpas en MLB
- Manny Corpas en ESPN

- Datos: Q3286085